# Borgosatollo
Borgosatollo é uma comuna italiana da região da Lombardia, província de Bréscia, com cerca de 7 965 habitantes. Estende-se por uma área de 8  km², tendo uma densidade populacional de 996 hab/km². Faz fronteira com Bréscia, Castenedolo, Ghedi, Montirone, Poncarale, San Zeno Naviglio.

## Demografia
| Variação demográfica do município entre 1861 e 2011                               |
|                                                                                   |
| Fonte: Istituto Nazionale di Statistica (ISTAT) - Elaboração gráfica da Wikipedia |